# Castres
Castres település Franciaországban, Tarn megyében. Lakosainak száma 42 700 fő (2022. január 1.). Castres Burlats, Carbes, Fréjeville, Jonquières, Laboulbène, Labruguière, Lagarrigue, Montpinier, Navès, Noailhac, Roquecourbe, Saint-Germier, Saint-Salvy-de-la-Balme, Saïx, Valdurenque és Caucalières községekkel határos.

## Népesség
A település népességének változása:
| Lakosok száma | 41 636 | 41 483 | 42 923 | 41 636 | 41 795 | 42 079 | 42 394 | 42 672 | 42 700 |
|               | 2013   | 2015   | 2016   | 2017   | 2018   | 2019   | 2020   | 2021   | 2022   |